# Dans un rayon de soleil
Dans un rayon de soleil est un roman graphique de l'autrice de bande dessinée américaine Tillie Walden. À l'origine, il a été publié sous forme de bande dessinée en ligne en anglais. L'histoire prend place dans un univers de science-fiction, dans lequel l'espace a été colonisé par l'humanité. Mia, la protagoniste, rejoint l'équipage du vaisseau de maintenance Aktis et tente de retrouver un amour perdu.

## Synopsis
Mia est étudiante en première année à l'école de filles de Cleary, où elle ne trouve aucun intérêt dans ses études. Elle est néanmoins passionnée de Lux, un sport dans lequel on construit et pilote des aéroglisseurs pour collecter des orbes, appelées « planètes ». Mia rêve de devenir pilote de Lux dans le futur, ce qui l'amène un jour à s'introduire dans le gymnase de son école. Convoquée pour son infraction, c'est au bureau de la proviseure qu'elle rencontre Grace Hill, une nouvelle étudiante de Cleary. Elles se lient d'amitié, et finissent par tomber amoureuses.
Quelques mois plus tard, la mystérieuse famille de Grace lui ordonne de rentrer à la maison. Ses sœurs arrivent une nuit, et leur départ est prévu dès le lendemain matin. Mia, sur le chemin pour lui dire au revoir, est piégée par ses harceleuses et se retrouve enfermée dans un placard. Elle réussit à s'en échapper, se dépêche, mais trop tard : Grace est partie.
Mia est maintenant diplômée. Sans grandes perspectives, elle se décide à s'engager sur l'Atkis, vaisseau dont les quatre membres, Alma, Char, Jules et Elliot, voyagent à travers la galaxie pour restaurer de vieux bâtiments. Elle essaie tant bien que mal de s'intégrer dans le groupe et d'apprivoiser ce métier difficile.
Quand Mia apprend qu'un membre de l'Atkis est originaire du même archipel que Grace, elle demande à l'équipage de s'y rendre, afin d'enfin dire au revoir à son amour perdu.

## Accueil critique
L'œuvre originale, sous forme de webcomic, a reçu un bon accueil du public. Andrew Liptak, de The Verge a qualifié la bande dessinée de fantastique et ayant « énormément de potentiel ». Rowan Hisayo Buchanan de The Atlantic observe que l'opinion de l'artiste au sujet du profit et du commerce est visible rien que dans le format du webcomic, qui reste accessible et gratuit même après la publication et la commercialisation du format physique.
Après sa publication sous forme de roman graphique, l'œuvre a été nommée pour le prix Eisner 2017 de la meilleure bande dessinée numérique et a remporté le prix du livre du Los Angeles Times 2018.
Andrea Crow de Lambda Literary et Zora Gilbert de Women Write About Comics qualifient l'histoire de captivante et belle, faisant l'éloge des illustrations,. Cependant, Crow souligne l'accent mis sur l'écologisme et sur les identités non-binaires, là où Gilbert déclare que la bande dessinée refuse de reconnaître l'existence de la masculinité, l'univers étant dépourvu d'hommes, tout en critiquant la bande dessinée pour « l'homogénéité des morphologies ».
D'autres, comme Stephanie Burt de The New Yorker, Caitlin Rosberg de The AV Club, Josh Kramer de The Comics Journal, ont complimenté la bande dessinée qui est « un récit initiatique queer » optimiste, avec un vrai « worldbuilding »,,.